# Bas Nijhuis
Hendrikus Sebastiaan Nijhuis, detto Bas (Enschede, 12 gennaio 1977) è un arbitro di calcio olandese.

## Carriera
Prima di diventare arbitro, Bas Nijhuis era un calciatore. Intrapresa la carriera arbitrale, arrivò a dirigere nella massima serie olandese, l'Eredivisie nel marzo del 2005. Due anni dopo, con decorrenza dal 1º gennaio 2007, è nominato internazionale.
In questi primi anni da internazionale riceve designazioni per preliminari di Coppa UEFA (l'attuale Europa League), gare di Intertoto e sfide tra nazionali giovanili. Il 26 marzo 2008 fa il suo esordio in una sfida tra nazionali maggiori, dirigendo un'amichevole tra Belgio e Marocco.
Nel luglio 2009 è selezionato dall'UEFA per il campionato europeo di calcio Under 19 in Ucraina. In questa occasione dirige due partite della fase a gironi e una semifinale. Nello stesso anno fa il suo esordio nella fase a gironi dell'Europa League, dirigendo un match tra Galatasaray e Sturm Graz.
Nel luglio 2011 viene convocato dalla FIFA per il Mondiale di calcio Under 17 in Messico. Nell'occasione dirige due partite della fase a gironi. Pochi mesi dopo, nell'ottobre del 2011, fa il suo esordio nella fase a gironi della Champions League, dirigendo un match della terza giornata, tra Olympiakos e Borussia Dortmund.